# Icușeni, Botoșani
Icușeni este un sat în comuna Vorona din județul Botoșani, Moldova, România.
În acest sat, în prezent, sunt două biserici ortodoxe. Populația este de aproximativ 1500 locuitori. În localitate se află o școală cu clasele I-VIII și două grădinițe.
 Acest articol despre o localitate din județul Botoșani este deocamdată un ciot. Puteți ajuta Wikipedia prin completarea lui.